# Påskuppropet
Påskuppropet var en namninsamling arrangerad av Sveriges kristna råd under faste- och påsktiden 2005 för en generösare flyktingpolitik. Sammanlagt skrev över 157 000 människor under namninsamlingen som överlämnades till migrationsminister Barbro Holmberg den 16 maj 2005 i Blå salongen i Arvfurstens palats.
Till påskupprorets slagord hörde följande paroller: "Vi sörjer över att barns bästa inte ges prioritet vid beslut om uppehållstillstånd i vårt land"; "Vi välkomnar ett domstolsförfarande som ger asylsökande ökad rättssäkerhet"; "Vi uppmanar den svenska regeringen att inför ett nytt domstolsförfarande ge "amnesti" åt alla dem som vägrats asyl i vårt land"; "Vi kräver att rätten till asyl återupprättas och utvidgas på ett sätt som är värdigt ett humant rättssamhälle."